# هانس بایندر
هانس بایندر (آلمانی: Hans Binder؛ زادهٔ ۱۲ ژوئن ۱۹۴۸ در سل آم سیلر، اینسبروک) رانندهٔ سابق مسابقات اتومبیل‌رانی فرمول یک اهل اتریش است که از فصل ۱۹۷۶ تا ۱۹۷۸ در مجموع در پانزده گراند پری شرکت کرد، اما موفق به کسب هیچ امتیازی نشد.